# Dito Xanidze
Dimitri Xanidze, conegut com a Dito Xanidze, (en rus: Дито Шанидзе; en georgià: დიმიტრი შანიძე) (Derchi, Unió Soviètica, 8 de febrer, 1937) és un aixecador soviètic, ja retirat, guanyador de dues medalles olímpiques.

## Carrera esportiva
Va participar en els, 31 anys, en els Jocs Olímpics d'Estiu de 1968 celebrats a Ciutat de Mèxic (Mèxic), on va aconseguir guanyar la medalla de plata en la prova masculina de pes ploma (-60 kg.), just per darrere del japonès Yoshinobu Miyake i per davant del també japonès i germà de l'anterior Yoshiyuku Miyake. En els Jocs Olímpics d'Estiu de 1972 realitzats a Múnic (Alemanya Occidental) tornà a revalidar la seva medalla de plata.
Al llarg de la seva carrera ha guanyat dues medalles al Campionat del Món d'halterofília, una d'elles d'or; i sis medalles al Campionat d'Europa d'halterofília.